# WiWa Hamburg
Die Volleyballgemeinschaft WiWa Hamburg ist ein Zusammenschluss der Volleyball-Abteilungen der eingetragenen Sportvereine Wandsbeker Turnerbund, Bramfelder Sportverein und Spiel- und Sportverein Wichern-Schule. Das Top-Team der Frauen spielte in der Saison 2006/07 in der 1. Bundesliga und heute in der Regionalliga Nord. Das Top-Team der Männer war 2012 für die 3. Liga Nord qualifiziert, löste sich aber vor der Saison auf und wurde zurückgezogen. Heute spielt die Mannschaft ebenfalls in der Regionalliga. Beide Mannschaften belegten in der Spielzeit 2021/22 den vierten Platz. Ein Dutzend weiterer Teams spielt in unterschiedlichen Ligen des Hamburger Volleyball-Verbandes.